# North Star (Alberta)
Pour les articles homonymes, voir North Star.
North Star est un hameau (hamlet) du Comté de Northern Lights, situé dans la province canadienne d'Alberta.